# Джордже Деспотович
Джордже Деспотович (серб. Ђорђе Деспотовић / Đorđe Despotović, нар. 4 березня 1992, Лозниця) — сербський футболіст, нападник клубу «Рубін».

## Клубна кар'єра

### Ранні роки
Народився 4 березня 1992 року в місті Лозниця на заході Сербії за кілька місяців до розпаду Югославії. З юних років займався футболом у школі белградського клубу «Црвена Звезда». В основну команду не потрапив, і сезон 2010 року провів в оренді в команді «Сопот» з південного передмістя Белграда.
2011 року уклав контракт з клубом «Спартак» (Суботиця), який повернувся в Суперлігу Сербії. За свій перший сезон 19-річний форвард забив 4 голи, в наступному — вже 12 (два — «Црвені Звезді»). Більшість часу, проведеного у складі суботицького «Спартака», був основним гравцем атакувальної ланки команди.
У липні 2013 року підписав річну угоду з бельгійським «Локереном», але закріпитись не зумів, зігравши лише у чотирьох іграх Лігм Жюпіле, і через рік повернувся в «Црвену Звезду». За рідну команду у сезоні 2014/15 провів 10 ігор і забив 1 гол, а в Кубку Сербії — 1 гол у двох іграх.

### Виступи у Казахстані
У лютому 2015 року був відданий в оренду на півроку в казахстанський клуб «Жетису». Незважаючи на обмеження в п'ять легіонерів на полі в матчах чемпіонату, серб був основним гравцем і в 18 іграх забив п'ять голів.
Під час двоматчевого протистояння «Кайрата» з «Црвеною Звездою» у першому раунді Ліги Європи скаути алматинського клубу звернули увагу на сербського нападника, і на початку липня 2015 року гравець до кінця сезону на правах оренди перейшов в «Кайрат». 16 липня, у своєму першому матчі Ліги Європи проти вірменського «Алашкерта», відкрив рахунок своїм голам за клуб. У кінцівці чемпіонату забив 8 голів у 9 іграх і допоміг «Кайрату» стати віце-чемпіоном Казахстану.
21 листопада у фіналі Кубка Казахстану 2015 року забив 2 голи у ворота «Астани» і приніс «Кайрату» перемогу (2:1).
У грудні 2015 року Деспотович викупив за борги свій контракт у рідного клубу «Црвена Звезда» і став вільним агентом, але однією з умов відходу була заборона грати півроку за «Кайрат». У лютому 2016 року підписав дворічний контракт з клубом «Астана». Зігравши 31 гру в чемпіонаті, забив 8 голів і став найкращим бомбардиром команди. В іграх Кубка провів 4 гри з п'яти і забив три голи. Його внесок допоміг «Астані» вперше зробити золотий дубль — виграти і чемпіонат, і Кубок країни. В кваліфікації Ліги чемпіонів і груповому турнірі Ліги Європи 2016/17 Деспотович зіграв 11 матчів з 12 і забив два голи — грецькому «Олімпіакосу» і кіпрському АПОЕЛу.
У лютому 2017 року був відправлений на рік в оренду в костанайський клуб «Тобол». Провів там 15 ігор, забив три голи. 15 червня був повернутий назад напередодні Ліги чемпіонів 2017/18. Зіграв за «Астану» у другому колі 7 матчів у чемпіонаті, забив гол «Ордабаси». Однак, в матчі кваліфікації Ліги чемпіонів з польською « Легією» 26 липня в Астані (3:1) на 20-й хвилині отримав серйозну травму і вибув на чотири місяці. На поле вийшов лише у грудні на заміну в двох матчах групового етапу Ліги Європи проти іспанського «Вільярреала» (2:3) і празької «Славії» (1:0), коли клуб вперше в своїй історії пройшов у стадію плей-оф Ліги Європи. 15 і 22 лютого 2018 року виступив у цих двох матчах «Астани» з португальським «Спортінгом» (1:3, 3:3).
4 березня 2018 року, в 26-й день свого народження, виграв з «Астаною» свій перший Суперкубок Казахстану у «Кайрата» (3:0), і вболівальники привітали його святковим тортом прямо з трибуни.
11 березня зіграв у першому турі чемпіонату Казахстану, а через тиждень вилетів до США. Там, пройшовши медичне обстеження, підписав дворічний контракт з клубом «Лос-Анджелес Гелексі». Сума трансферу склала 1 млн євро. Повернувшись до Сербії, отримував робочу візу США. У цей час американський клуб підписав контракт з екс-гравцем «Манчестер Юнайтед» Златаном Ібрагімовичем. Через тиждень Златан дебютував за клуб і, вийшовши на 71-й хвилині матчу за рахунку 1:3 в матчі з «Лос-Анджелесом», оформив дубль і приніс перемогу «Гелаксі» (4:3). Американці ще не внесли Деспотовича в заявку і в нових обставинах трансфер серба зірвався. Джордже повернувся в Астану і 11 квітня в матчі другої ліги «Астана-М» — «Тараз-М» (3:0) забив гол. 9 травня відкрив рахунок своїм голам у чемпіонаті сезону 2018 року, забивши гол «Кизил-Жару». У червні, розчарований зривом кар'єри в Америці, Деспотович оголосив про бажання піти з «Астани» і 22 липня в літнє трансферне вікно покинув команду.

### Виступи у Росії
У серпні 2018 року Деспотович підписав контракт на два роки з російським «Оренбургом». В осінній частині зіграв 9 ігор чемпіонату Росії і забив один гол московському «Локомотиву» в останньому 17 турі 8 грудня 2018 року. Навесні забив ще гол московському столичному «Динамо» (1:0) і вивів свій клуб на 8 місце. 13 квітня 2019 року забив переможний гол у ворота московського ЦСКА (3:2), а згодом ще гол у ворота аутсайдера «Єнісея» в програному матчі (1:2) і в підсумку цих трьох очок не вистачило команді, яка з 7 місця не потрапила в єврокубки.
У сезоні 2019/20 керівництво клубу ухвалило рішення зробити Деспотовича капітаном «Оренбурга». 1 червня 2020 року покинув «Оренбург» після закінчення терміну контракту.
21 липня 2020 року Деспотович підписав трирічний контракт з казанським клубом «Рубін».

## Виступи за збірні
2010 року дебютував у складі юнацької збірної Сербії (U-19), загалом на юнацькому рівні взяв участь у 10 іграх, відзначившись 6 забитими голами.
Протягом 2011—2015 років залучався до складу молодіжної збірної Сербії. На молодіжному рівні зіграв у 8 офіційних матчах.

## Титули і досягнення
- Володар Кубка Бельгії (1):

«Локерен»: 2013–14
- Володар Кубка Казахстану (2):

«Кайрат»: 2015
«Астана»: 2016
- Чемпіон Казахстану (2):

«Астана»: 2016, 2017
- Володар Суперкубка Казахстану (1):

«Астана»: 2018
- Володар Кубка Чорногорії (1):

«Будучност»: 2023–24